# Wspólnota administracyjna Bernsdorf
Wspólnota administracyjna Bernsdorf (niem. Verwaltungsgemeinschaft Bernsdorf) – dawna wspólnota administracyjna w Niemczech, w kraju związkowym Saksonia, w okręgu administracyjnym Drezno, w powiecie Budziszyn. Siedziba wspólnoty znajdowała się w mieście Bernsdorf.
Wspólnota administracyjna zrzeszała jedną gminę miejską oraz jedną gminę wiejską: 
- Bernsdorf
- Wiednitz

1 stycznia 2012 wspólnota została rozwiązana a gmina Wiednitz została przyłączona do miasta Bernsdorf, i tym samym stała się automatycznie jego dzielnicą.